# إيلين دوناغي
إيلين دوناغي (بالإنجليزية: Eileen Donaghy)‏ هي مغنية بريطانية، ولدت في 26 يوليو 1930 في Coalisland ‏ في المملكة المتحدة، وتوفيت في 26 أكتوبر 2008.

## وصلات خارجية
- إيلين دوناغي على موقع ميوزك برينز (الإنجليزية)
- إيلين دوناغي على موقع ديسكوغز (الإنجليزية)